# Arpège (restaurant)

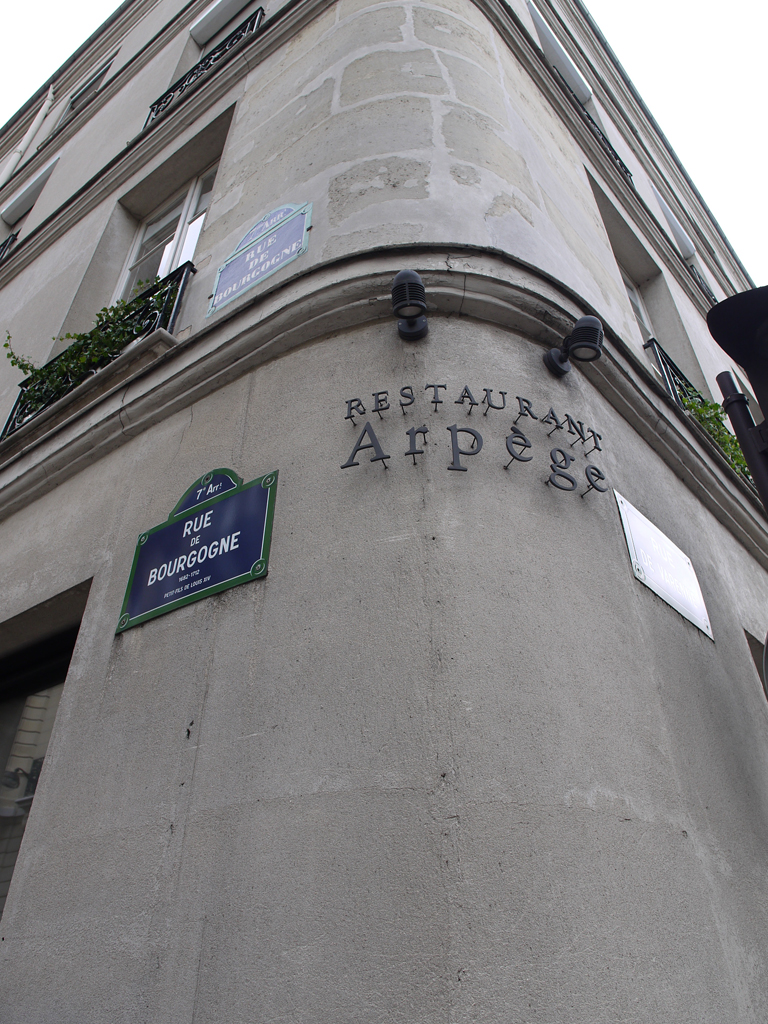
Enseigne du restaurant l'Arpège, à l'angle des rues de Varenne et de Bourgogne.

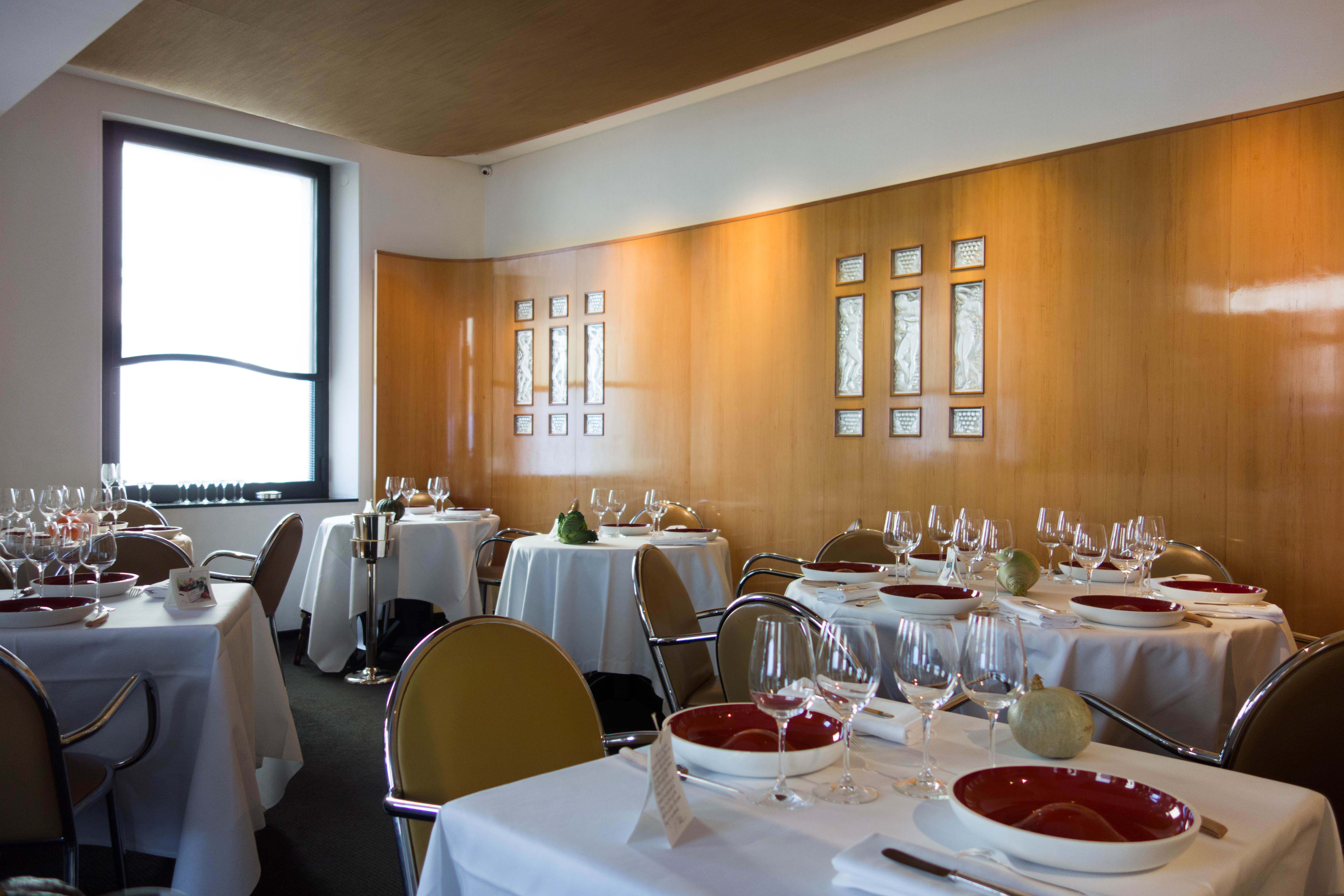
Intérieur du restaurant en 2016.

Pour les articles homonymes, voir Arpège (homonymie).
L'Arpège est un restaurant français situé à Paris et dirigé par le chef Alain Passard. Fondé en 1986 dans les lieux du restaurant L'Archestrate d'Alain Senderens , il est récompensé de trois étoiles au guide Michelin depuis 1996 et de cinq toques au guide Gault & Millau depuis 2010.
Il se trouve au 84, rue de Varenne, dans le 7e arrondissement de Paris.
Il obtient une étoile au guide Michelin au cours de sa première année et en obtient deux peu de temps après. Il obtient la troisième étoile Michelin en 1996, et la conserve depuis.
Il est élu 8e meilleur restaurant du monde sur la liste du World’s 50 Best Restaurants établie par la revue Restaurant en 2018.
L'Arpège ne sert plus de viande rouge depuis 2001, et par la place qu'il accorde aux légumes, il est réputé pour être adapté aux repas végétariens et végétaliens.